# Viviers-lès-Montagnes
 Viviers-lès-Montagnes là một xã thuộc tỉnh Tar trong vùng Occitanie ở phía nam nước Pháp. Xã này nằm ở khu vực có độ cao trung bình 167 mét trên mực nước biển.